# 戸部田誠
戸部田 誠（とべた まこと、1978年 - ）は、日本のフリーライター。テレビやお笑いについての著作を主とする。てれびのスキマというペンネーム（もともとは運営していたブログの名称）でも活動する。

## 経歴
福岡県生まれ、静岡県浜松市育ち。少年時代は格闘技ファンで、格闘技雑誌の編集者を志望して東京の大学に進学。卒業後は地元の浜松で会社員をしながら2005年にテレビ批評ブログ「てれびのスキマ」を開設。水道橋博士などにブログを評価される。
2009年にライターデビューし、土日のみの兼業ライターをしていたが、2013年に『タモリ学』の執筆を機に独立してフリーライターとなる。その後もしばらくいわき市に在住していたが、2015年に星野源のインタビュアーの依頼が来たことをきっかけに上京、東京を拠点とする。
放送批評懇談会の正会員であり、ギャラクシー賞選考委員を担当していた。

## 著書
- 『タモリ学　タモリにとってタモリとは何か？』イースト・プレス、2014年。ISBN 9784781611495。
- 『コントに捧げた内村光良の怒り 続・絶望を笑いに変える芸人たちの生き方』コアマガジン、2015年。ISBN 9784864367943。
- 『1989年のテレビっ子』双葉社、2016年。ISBN 9784575311051。
- 『人生でムダなことばかり、みんなテレビに教わった』文藝春秋、2017年。ISBN 9784167908218。
- 『笑福亭鶴瓶論』新潮社、2017年。ISBN 9784106107283。
- 『全部やれ。: 日本テレビえげつない勝ち方』文藝春秋、2018年。ISBN 9784163908441。
- 『売れるには理由がある』太田出版、2019年。ISBN 9784778316655。
- 『史上最大の木曜日 クイズっ子たちの青春記1980-1989』双葉社、2022年。ISBN 9784575317503。
- 『フェイクドキュメンタリーの時代: テレビの愉快犯たち』小学館、2024年。ISBN 9784098254798。

## 共著
- 『大人アイドル~プロフェッショナルとしてのV6論』サイゾー、2016年。ISBN 9784904209912。
- 『キネマ旬報コレクション 21世紀の淀川長治』キネマ旬報社、2016年。ISBN 9784873768359。
- 『大人のSMAP論』宝島社、2016年。ISBN 9784800264954。